# El Pinar (Uruguai)
El Pinar é uma cidade do Uruguai localizada no departamento de Canelones.